# دينيسي دوناتلي
دينيسي دوناتلي (بالإنجليزية: Denise Donatelli)‏ هي عازفة الجاز ومغنية أمريكية، ولدت في 1950 في ألينتاون في الولايات المتحدة.

## وصلات خارجية
- دينيسي دوناتلي على موقع IMDb (الإنجليزية)
- دينيسي دوناتلي على موقع ميوزك برينز (الإنجليزية)
- دينيسي دوناتلي على موقع أول ميوزيك (الإنجليزية)
- دينيسي دوناتلي على موقع ديسكوغز (الإنجليزية)